# Kasper Bjerregaard
Kasper Juncher Bjerregaard, född 3 mars 1974 i Kolind, Danmark är en statsvetare och politiker. Han är sedan 2022 borgmästare i Norddjurs kommun. Han representerar Venstre.
Bjerregaard har en pol. kand.-examen från Århus universitet och hade bland annat arbetat som chefskonsult vid Region Midtjylland innan han blev borgmästare.